# Lista celor mai înalte clădiri educaționale din lume

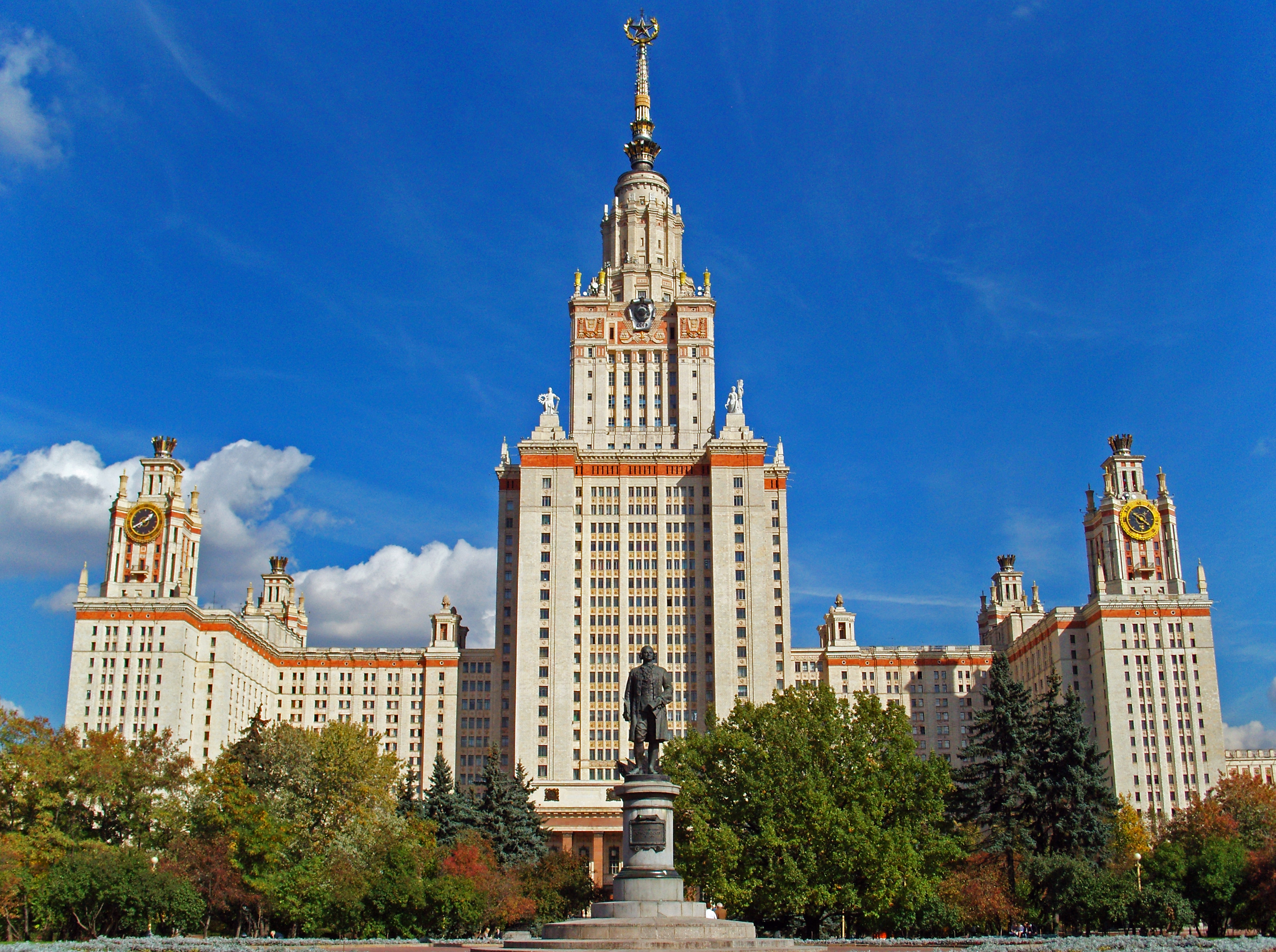
Clădirea principală a Universității de Stat din Moscova, cea mai înaltă clădire cu destinație educațională din lume

Lista celor mai înalte clădiri educaționale din lume clasifică cele mai înalte clădiri din lume destinate în principal educației, definite ca fiind ocupate în proporție de peste 90% de săli de cursuri și seminarii, săli de lectură, laboratoare, spații de cercetare sau administrative, dar excluzând spațiile de cazare ale studenților.
Lista include clădiri de universități, colegii, licee, dar și librării sau centre medicale universitare, cu o înălțime de peste 50 de metri.
Deasupra multora dintre aceste clădiri au fost instalate diferite structuri suplimentare, precum antene de radiocomunicații, elemente simbolice, turnuri de observație sau observatoare astronomice.
| Imagine     | Clădire                                                                                           | Unitate de învățământ | Oraș                            | Țară          | Înălțime (m) | Niveluri        | An                    | Observații | Note          |
|             |                                                                                                   | |                                 |               |              |                 |                       | |               |
| ----------- | ------------------------------------------------------------------------------------------------- | --- | ------------------------------- | ------------- | ------------ | --------------- | --------------------- | --- | ------------- |
|             | Clădirea principală a Universității de Stat din Moscova                                           | Universitatea de Stat din Moscova | Moscova                         | Rusia         | 239,5        | 36              | 1953                  | Cea mai înaltă clădire cu destinație educațională din lume | [ 1 ]         |
|             | Mōdo gakuen kokūn tawā (Clădirea Colegiului de Modă Tokyo)                                        | Tokyo Mode Gakuen, HAL Tokyo, Shuto Ikō                                                                                                  | Tokyo                           | Japonia       | 203,65       | 50              | 2008                  | A 36-a cea mai înaltă clădire din Tokyo în 2024 | [ 2 ] [ 3 ]   |
|             | Torre Caleido                                                                                     | Universidad Instituto de Empresa | Madrid                          | Spania        | 180          | 36              | 2021                  | | [ 4 ]         |
|             | Mōdo gakuen supairaru tawāzu (Clădirea Colegiului de Modă Nagoya)                                 | Nagoya Mode Gakuen, HAL Nagoya, Nagoya Isen                                                                                              | Nagoya                          | Japonia       | 170          | 36              | 2008                  | | [ 3 ] [ 5 ]   |
|             | Cathedral of Learning                                                                             | Universitatea din Pittsburgh | Pittsburgh                      | Statele Unite | 163,1        | 42              | 1926–1937             | Turnul neogotic a fost primul zgârie-nori educațional din lume | [ 6 ]         |
|             | Clădirea Universității Assumption                                                                 | Mahawitthayalai Assumption (Universitatea Assumption)                                                                                    | Bangkok                         | Thailanda     | 159          | 39              | 2002                  | | [ 7 ]         |
|             | Guang Hua Lou (Turnurile Guang Hua)                                                               | Fùdàn dàxué (Universitatea Fudan) | Shanghai                        | China         | 143          | 30              | 2005                  | Cea mai înaltă clădire educațională din China | [ 8 ]         |
|             | Wabash Tower                                                                                      | Roosevelt University | Chicago                         | Statele Unite | 142,95       | 32              | 2012                  | Clădirea Wabash este a doua cea mai înaltă clădire de învățământ superior din Statele Unite                                                                                   | [ 9 ]         |
|             | Zhīxīn Lóu (Clădirea Zhixin)                                                                      | Shāndōng dàxué (Universitatea Shandong)                                                                                                  | Jinan                           | China         | 139,1        | 27              | 2010                  | | [ 10 ]        |
|             | Victoria University City Campus                                                                   | Universitatea Victoria | Melbourne                       | Australia     | 134,4        | 32              | 2022                  | Cea mai înaltă clădire educațională din Australia și din emisfera sudică | [ 11 ] [ 12 ] |
|             | Shinjuku-ku (Tokyo Tech Tower)                                                                    | Kōgakuin daigaku (Universitatea tehnică Kogakuin)                                                                                        | Tokyo                           | Japonia       | 133,3        | 29              | 1989                  | | [ 13 ] [ 14 ] |
|             | Torre de la Universidad Laboral                                                                   | Universidad Laboral de Gijón (Universitatea Muncii din Gijón)                                                                            | Gijón                           | Spania        | 130          | 17              | 1956                  | | [ 15 ] [ 16 ] |
|             | M&D tawā (Turnul M&D)                                                                             | Tōkyō ika shika daigaku (Universitatea de Medicină și Stomatologie din Tokyo)                                                            | Tokyo                           | Japonia       | 125,9        | 26              | 2009                  | | [ 17 ]        |
|             | Clădirea S-tec Information                                                                        | Kōgakuin daigaku (Universitatea tehnică Kogakuin)                                                                                        | Tokyo                           | Japonia       | 123,4        | 28              | 1992                  | | [ 18 ]        |
|             | Hōsei daigaku boasonādotawā (Turnul Boissonade)                                                   | Hōsei daigaku (Universitatea tehnică Hosei)                                                                                              | Tokyo                           | Japonia       | 122,5        | 27              | 2000                  | Turnul a fost numit după Gustave Emile Boissonade, autorul unei mari părți a codului civil japonez în Era Meiji, unul dintre fondatorii sistemului juridic modern al Japoniei | [ 19 ]        |
|             | Clădirea Academiei Ruse de Științe                                                                | Academia Rusă de Științe | Moscova                         | Rusia         | 120,1        | 29              | 1989                  | | [ 20 ]        |
|             | UTS Tower                                                                                         | University of Technology Sydney | Sydney                          | Australia     | 120          | 33              | 1978                  | A 60-a cea mai înaltă clădire din Sydney. În 2006, turnul a fost votat „cea mai urâtă clădire din Sydney” de către cititorii Sydney Morning Herald                            | [ 21 ]        |
|             | Erasmus MC Nieuwbouw                                                                              | Universitatea Erasmus din Rotterdam | Rotterdam                       | Țările de Jos | 119,5        | 31              | 1969                  | | [ 22 ]        |
|             | Ribatitawā (Turnul Libertății)                                                                    | Meiji daigaku (Universitatea tehnică Meiji)                                                                                              | Tokyo                           | Japonia       | 119          | 23              | 1998                  | | [ 23 ] [ 24 ] |
|             | Peter Gilgan Centre for Research and Learning                                                     | Universitatea din Toronto | Toronto                         | Canada        | 117,7        | 21              | 2013                  | | [ 25 ] [ 26 ] |
|             | 25 Park Place                                                                                     | Georgia State University | Atlanta                         | Statele Unite | 114,9        | 28              | 1978                  | | [ 27 ]        |
|             | Erasmus Medisch Centrum (Centrul Medical Erasmus)                                                 | Universitatea Erasmus din Rotterdam | Rotterdam                       | Țările de Jos | 112          | 27              | 1969                  | | [ 28 ]        |
|             | Rhodes Tower                                                                                      | Cleveland State University | Cleveland                       | Statele Unite | 110,6        | 20              | 1971                  | | [ 29 ]        |
|             | Turnul ASEEC (Airlangga Sharia & Entrepreneurship Education Center)                               | Universitatea Airlangga | Surabaya                        | Indonezia     | 110          | 20              | 2022                  | | [ 30 ] [ 31 ] |
|             | Latvijas Zinātņu akadēmijas ēka (Clădirea Academiei de Științe din Letonia)                       | Latvijas Zinātņu akadēmija (Academia de Științe din Letonia)                                                                             | Riga                            | Letonia       | 107,6        | 21              | 1955                  | | [ 32 ]        |
|             | University Hall                                                                                   | University of Illinois Chicago | Chicago                         | Statele Unite | 103          | 28              | 1965                  | Design brutalist. În partea de sud a etajului 1 a fost turnat în 2006 filmul Stranger Than Fiction                                                                            | [ 33 ]        |
|             | Turnul Eshkol                                                                                     | Universitatea Haifa | Haifa                           | Israel        | 102          | 30              | 1978                  | | [ 34 ]        |
|             | Ōsaka mōdo gakuen tawā (Clădirea Colegiului de Modă Osaka)                                        | Osaka Mode Gakuen, HAL Osaka | Osaka                           | Japonia       | 102          | 21 +3 subterane | 1999                  | | [ 3 ] [ 35 ]  |
|             | UNIP Paraíso/Vergueiro                                                                            | Universidade Paulista (Universitatea Paulista)                                                                                           | São Paulo                       | Brazilia      | 100          | 25              |                       | Deasupra clădirii este instalat un turn de telecomunicații de 123 m înălțime                                                                                                  | [ 36 ]        |
|             | UW Tower                                                                                          | Universitatea Statului Washington | Seattle                         | Statele Unite | 99,1         | 22              | 1975                  | | [ 37 ]        |
|             | Menara Phinisi (Turnul Phinisi)                                                                   | Universitas Negeri Makassar (Universitatea de Stat din Makassar)                                                                         | Makassar                        | Indonezia     | 97,5         | 17              | 2012                  | | [ 38 ]        |
|             | Clădirea Universității Texas din Austin                                                           | Universitatea Texas din Austin | Austin                          | Statele Unite | 93,6         | 29              | 1937                  | | [ 39 ]        |
|             | Boston University Center for Computing & Data Sciences                                            | Universitatea Boston | Boston                          | Statele Unite | 93           | 18              | 2022                  | Clădirea găzduiește Centrul universitar pentru calcul și științe ale datelor                                                                                                  | [ 40 ]        |
|             | Clădirea Bunka Gakuen                                                                             | Bunka Fukusō Gakuin (Colegiul de Modă Bunka) și Bunkagakuen daigaku (Universitatea Bunka Gakuen)                                         | Tokyo                           | Japonia       | 92,14        | 22 +1 subteran  | 1998                  | | [ 41 ]        |
|             | 181 Mercer Street                                                                                 | New York University | New York City                   | Statele Unite | 91,1         | 23              | 2022                  | | [ 42 ]        |
|             | Clădirea Tōkyō ika shika daigaku 3                                                                | Tōkyō ika shika daigaku (Universitatea de Medicină și Stomatologie din Tokyo)                                                            | Tokyo                           | Japonia       | 91,1         | 20              | 2004                  | | [ 43 ]        |
|             | Feinberg School of Medicine                                                                       | Universitatea Northwestern | Chicago                         | Statele Unite | 90,5         | 17 +1 subteran  | 1999                  | | [ 44 ]        |
|             | W.E.B. Du Bois Library                                                                            | University of Massachusetts Amherst | Amherst                         | Statele Unite | 90,3         | 26              | 1974                  | Cea mai înaltă bibliotecă din Statele Unite | [ 45 ]        |
|             | Br. Andrew Gonzalez Hall                                                                          | Pamantasang De La Salle (Universitatea De La Salle)                                                                                      | Manila                          | Filipine      | 90           | 21              | 2006                  | | [ 46 ]        |
|             | Tour Zamansky                                                                                     | Universitatea din Paris, Institut de Physique du Globe de Paris                                                                          | Paris                           | Franța        | 90           | 28              | 1970                  | Parte a Campusului Jussieu. Deasupra clădirii sunt instalate mai multe antene, de până la 3 m înălțime                                                                        | [ 47 ]        |
|             | TU Delft faculteit Informatietechnologie en Systemen                                              | Universitatea Tehnică Delft | Delft                           | Țările de Jos | 90           | 23              | 1969                  | | [ 48 ] [ 49 ] |
|             | Malcom Moos Health Sciences Tower                                                                 | Universitatea din Minnesota | Minneapolis                     | Statele Unite | 90           | 17              | 1974                  | | [ 50 ]        |
|             | Nagyvárad téri Elméleti Tömb (Clădirea educațională din piața Nagyvárad)                          | Semmelweis Egyetem (Universitatea Semmelweis)                                                                                            | Budapesta                       | Ungaria       | 89           | 23              | 1976                  | | [ 51 ]        |
|             | Erasmusgebouw                                                                                     | Universitatea Radboud din Nijmegen | Nijmegen                        | Țările de Jos | 88           | 21              | 1973                  | | [ 52 ]        |
|             | 1440 Canal                                                                                        | Tulane University of Louisiana | New Orleans                     | Statele Unite | 88           | 25              | 1972                  | Clădirea este cunoscută și ca Tidewater Building sau Tidewater Place. Pe acoperiș a fost instalată o antenă radio                                                             | [ 53 ]        |
|             | Facultad de Ciencias Médicas (Facultatea de Științe Medicale)                                     | Universitatea din Buenos Aires | Buenos Aires                    | Argentina     | 86,5         | 20              | 1944                  | | [ 54 ]        |
|             | Facultad de Medicina de la UBA (Clădirea Facultății de Medicină a Universității din Buenos Aires) | Universitatea din Buenos Aires | Buenos Aires                    | Argentina     | 86           | 19              | 1944                  | | [ 55 ]        |
|             | Clădirea Universității de Stat din Uralul de Sud                                                  | Iujno-Uralski Gosudarstvennîi Universitet (Universitatea de Stat din Uralul de Sud)                                                      | Celeabinsk                      | Rusia         | 86           | 18              | 1960, 2004 (renovare) | | [ 56 ]        |
|             | Rajabai Clock Tower                                                                               | Universitatea Mumbai | Mumbai                          | India         | 85,34        |                 | 1878, 2015 (renovare) | | [ 57 ] [ 58 ] |
|             | Geomatikum                                                                                        | Universitatea din Hamburg | Hamburg                         | Germania      | 85           | 20              | 1975                  | | [ 59 ]        |
|             | Green Building                                                                                    | Massachusetts Institute of Technology | Cambridge                       | Statele Unite | 84,4         | 21              | 1964                  | Clădire proiectată de Ieoh Ming Pei și numită după Cecil Howard Green, un geofizician american de origine britanică, inginer electrician, cofondator al Texas Instruments     | [ 60 ]        |
|             | Baumhart Hall                                                                                     | Loyola University Chicago | Chicago                         | Statele Unite | 84           | 25              | 1994                  | | [ 61 ]        |
|             | Collegium Altum                                                                                   | Uniwersytet Ekonomiczny w Poznaniu (Universitatea de Economie din Poznań)                                                                | Poznań                          | Polonia       | 81           | 19              | 1991                  | | [ 62 ]        |
|             | Law Tower                                                                                         | Universitatea Boston | Boston                          | Statele Unite | 80,77        | 18              | 1964, 2015 (renovare) | Clădirea găzduiește Boston University School of Law. Cea mai înaltă clădire a unei facultăți de drept din America                                                             | [ 63 ] [ 64 ] |
|             | Lawrence and Eris Field Building (23rd Street)                                                    | Baruch College | New York City                   | Statele Unite | 80,2         | 16              | 1929, 2021 (renovare) | | [ 65 ]        |
|             | Clădirea 33rd West 42nd Street (Aeolian Hall)                                                     | State University of New York College of Optometry                                                                                        | New York City                   | Statele Unite | 79           | 18              | 1931                  | Singura clădire a colegiului, include toate sălile de curs, laboratoarele, biblioteca, spațiul de cercetare și clinicile publice                                              | [ 66 ]        |
|             | Telefunken-Hochhaus                                                                               | Universitatea Tehnică din Berlin | Berlin                          | Germania      | 79           | 22              | 1960                  | | [ 67 ]        |
|             | Erasmus Universiteit Gebouw H                                                                     | Universitatea Erasmus din Rotterdam | Rotterdam                       | Țările de Jos | 78,3         | 18              | 1970                  | | [ 68 ]        |
|             | Heinz Memorial Chapel                                                                             | Universitatea din Pittsburgh | Pittsburgh                      | Statele Unite | 78           | 1               | 1933–1938             | Capelă universitară în stil neogotic francez | [ 69 ]        |
|             | Clădirea Universității Tehnice Slovace                                                            | Slovenská technická univerzita v Bratislave (Universitatea Tehnică Slovacă)                                                              | Bratislava                      | Slovacia      | 78           | 24              | 1974, 2021 (renovare) | | [ 70 ]        |
|             | Arts Tower                                                                                        | Universitatea din Sheffield | Sheffield                       | Regatul Unit  | 77,7         | 20              | 1965                  | | [ 71 ]        |
|             | Dunton Tower                                                                                      | Carleton University | Ottawa                          | Canada        | 77           | 23              | 1974                  | | [ 72 ]        |
|             | Kline Biology Tower                                                                               | Universitatea Yale | New Haven                       | Statele Unite | 76,2         | 16              | 1966                  | Clădirea a fost proiectată de Philip Johnson | [ 73 ]        |
|             | Patterson Office Tower                                                                            | University of Kentucky | Lexington                       | Statele Unite | 76,2         | 20              | 1969                  | | [ 74 ]        |
|             | Robert H Lurie Medical Research Center                                                            | Universitatea Northwestern | Chicago                         | Statele Unite | 76           | 13              | 2005                  | | [ 75 ]        |
|             | Tower 75                                                                                          | Meijō daigaku (Universitatea Meijo) | Nagoya                          | Japonia       | 75           | 16              | 2002                  | | [ 76 ]        |
|             | Van Hise Hall                                                                                     | University of Wisconsin–Madison | Madison                         | Statele Unite | 73,5         | 19              | 1967                  | Numită după fostul președinte al universității Charles R. Van Hise, clădirea este planificată pentru demolare după 2035                                                       | [ 77 ] [ 78 ] |
|             | „The Tower”                                                                                       | John Jay College of Criminal Justice | New York City                   | Statele Unite | 72,8         | 14              | 2012                  | | [ 79 ]        |
| BPUT3NITRKL | Golden Jubilee Building                                                                           | Raashtreey Praudyogikee Sansthaan (Institutul Național de Tehnologie)                                                                    | Rourkela, Odisha                | India         | 72           | 14              | 2020                  | Cea mai înaltă clădire educațională din India și una dintre cele mai înalte din Asia de Sud-Est                                                                               | [ 80 ] [ 81 ] |
|             | Belfer Hall                                                                                       | Yeshiva University | New York City                   | Statele Unite | 71,6         | 18              | 1969                  | Datorită locației clădirii, acoperișul său constituie cel mai înalt punct din New York City                                                                                   | [ 82 ]        |
|             | Northwest Corner Science Building                                                                 | Universitatea Columbia | New York City                   | Statele Unite | 69,8         | 14              | 2010                  | | [ 83 ]        |
|             | Roy and Diana Vagelos Education Center                                                            | Universitatea Columbia | New York City                   | Statele Unite | 67           | 14              | 2016                  | | [ 84 ]        |
|             | Fenn Tower                                                                                        | Cleveland State University | Cleveland                       | Statele Unite | 66,4         | 22              | 1930                  | | [ 85 ]        |
|             | h_da-Hochhaus (Hochhaus der Hochschule Darmstadt)                                                 | Hochschule Darmstadt (Universitatea de Științe Aplicate din Darmstadt)                                                                   | Darmstadt                       | Germania      | 66           | 16              | 1965                  | Cea mai înaltă clădire din Darmstadt. Clădirea a fost extinsă și renovată în 2011                                                                                             | [ 86 ]        |
|             | Fosta clădire a Universității „Petre Andrei”                                                      | Universitatea de Medicină și Farmacie „Grigore T. Popa” din Iași                                                                         | Iași                            | România       | 65           | 16              | 2004                  | În 2014, clădirea a fost achiziționată de UMF Iași | [ 87 ]        |
|             | Escuela Municipal de Bellas Artes "Carlos Morel"                                                  | Escuela Municipal de Bellas Artes "Carlos Morel" (Școala Municipală de Arte Plastice „Carlos Morel”)                                     | Quilmes                         | Argentina     | 70           | 15              | 1962                  | Clădirea a fost proiectată și construită ca sediu al primăriei Quilmes | [ 88 ]        |
|             | Корпус У-1 (Corp U-1)                                                                             | Naționalnîi tehnicinîi universîtet «Harkivskîi politehnicinîi instîtut» (Universitatea Tehnică Națională «Institutul Politehnic Harkov») | Harkov                          | Ucraina       | 65           | 14              | 1974                  | Corpul găzduiește mai multe facultăți, departamente și săli de sport. Este dotat cu lifturi de mare viteză                                                                    | [ 89 ]        |
|             | Senate House                                                                                      | Universitatea din Londra | Londra                          | Regatul Unit  | 64           | 19              | 1937                  | | [ 90 ]        |
|             | Clădirea Universității Notre Dame                                                                 | Universitatea Notre Dame | Notre Dame, South Bend, Indiana | Statele Unite | 57           | 7               | 1879                  | | [ 91 ]        |
|             | Líceum                                                                                            | Eszterházy Károly Katolikus Egyetem (Universitatea Catolică Eszterházy Károly)                                                           | Eger                            | Ungaria       | 54           | 10              | 1765-1785             | În partea de est a clădirii, la ultimul nivel, se află cupola rotativă a unui observator astronomic cu cameră obscură, în prezent muzeu                                       | [ 92 ] [ 93 ] |
|             | Jesse Hall                                                                                        | University of Missouri | Columbia, Missouri              | Statele Unite | 55           | 8               | 1894                  | Cea mai înaltă clădire din Columbia, Missouri | [ 94 ]        |
|             | Puaka-James Hight building                                                                        | University of Canterbury | Christchurch                    | Noua Zeelandă | 53           | 11              | 1974                  | | [ 95 ]        |
|             | Kampus Alam Sutra (Campusul Alam Sutra)                                                           | Universitas Bina Nusantara (BINUS University)                                                                                            | Alam Sutra, Tangerang           | Indonezia     | 0            | 22              | 2014                  | | [ 96 ] [ 97 ] |
|             | HKU SPACE Po Leung Kuk Stanley Ho Community College                                               | University of Hong Kong School of Professional and Continuing Education (HKU SPACE)                                                      | Hong Kong                       | Hong Kong     | 0            | 19              | 2005                  | | [ 98 ]        |